# Résolution 1247 du Conseil de sécurité des Nations unies
Membres permanents
- Chine
- États-Unis
- France
- Royaume-Uni
- Russie

Membres non permanents
- Argentine
- Bahrain
- Brésil
- Canada
- Gabon
- Gambie
- Malaisie
- Namibie
- Pays-Bas
- Slovénie

Résolution no 1246 Résolution no 1248
La résolution 1247 du Conseil de sécurité des Nations unies, adoptée à l'unanimité le 18 juin 1999, après avoir rappelé les résolutions 1031 (1995), 1035 (1995), 1088 (1996), 1103 (1997), 1107 (1997), 1144 (1997), 1168 (1998), 1174 (1998) et 1184 (1998), a prorogé le mandat de la Mission des Nations unies en Bosnie-Herzégovine (MINUBH) pour une période prenant fin le 21 juin 2000 et a autorisé les États à participer à la Force de stabilisation (SFOR, acronyme anglais pour Stabilisation Force) dirigée par l'OTAN de continuer à le faire pendant encore douze mois. 
Le Conseil de sécurité a souligné l'importance des accords de Dayton (accord-cadre général) et l'importance que la Croatie, la république fédérale de Yougoslavie (Serbie et Monténégro) et d'autres États dans le processus de paix en Bosnie-Herzégovine. Le retour des réfugiés et des personnes déplacées était reconnu comme crucial pour une paix durable dans la région.
Agissant en vertu du chapitre VII de la Charte des Nations unies, le Conseil a rappelé aux autorités de Bosnie-Herzégovine et d'autres pays leur responsabilité dans la mise en œuvre des accords de Dayton. Il a souligné le rôle du haut représentant pour la Bosnie-Herzégovine dans le suivi de la mise en œuvre. Il attache également de l'importance à la coopération avec le Tribunal pénal international pour l'ex-Yougoslavie.
Le Conseil de sécurité a félicité les pays participant à la SFOR et dans ses opérations pendant douze mois supplémentaires;  elle serait prolongée au-delà de cette date si la situation du pays le justifiait. Il a également autorisé le recours aux mesures nécessaires, notamment le recours à la force et à la légitime défense, pour garantir le respect des accords ainsi que la sécurité et la liberté de mouvement du personnel de la SFOR. Parallèlement, le mandat de la MINUBH, qui comprenait une Force internationale de police, a été prorogé jusqu'au 21 juin 2000. Les pays ont été invités à fournir une formation, des équipements et un soutien aux forces de police locales en Bosnie-Herzégovine.

## Voir également
- Guerre de Bosnie-Herzégovine
- Accords de Dayton
- Guerres de Yougoslavie